# Лайънс (град, Орегон)
Лайънс (на английски: Lyons) е град в окръг Лин, щата Орегон, САЩ. Лайънс е с население от 1008 жители (2000) и обща площ от 2,2 km². Намира се на 201,2 m надморска височина. ЗИП кодът му е 97358, а телефонният му код е 503.